# McMahon-Linie
Die McMahon-Linie (chinesisch 麦克马洪线, Pinyin Màikèmǎhóng Xiàn) ist eine auf der Karte gezogene Grenzlinie, die zur Shimla-Konvention gehört, einem zwischen Großbritannien und Tibet 1914 abgeschlossenen Vertrag. Benannt wurde er nach Sir Henry McMahon, Außenminister des Vizekönigreichs Britisch-Indien und britischer Chefdiplomat, in dessen Amtszeit der Vertrag geschlossen wurde.
Die Linie verläuft auf dem Gipfelkamm des Himalayas über 550 Meilen von Bhutan im Westen bis zum Bogen des Brahmaputra im Osten. Sie entspricht in etwa der Line of Actual Control, die den gegenwärtigen Grenzverlauf zwischen dem von Indien kontrollierten und dem von der Volksrepublik China kontrollierten Territorium markiert.
Aus indischer Sicht stellt die McMahon-Linie eine permanente Grenzlinie dar, während China sie als vorläufigen Grenzverlauf betrachtet. China lehnt die Shimla-Konvention ab, weil es Tibet seit Jahrhunderten als Teil des chinesischen Territoriums betrachtet und eine Regionalregierung nicht die Befugnis zum Abschluss eines internationalen Vertrages habe. China lehnt Tibets einseitige Unabhängigkeitserklärung von 1913 ab und beansprucht 56.000 Quadratmeilen, die sich südlich der McMahon-Linie befinden und von Indien als Teil von Arunachal Pradesh betrachtet werden, als Südtibet. Kurzzeitig besetzten chinesische Truppen diese Region während des Indisch-Chinesischen Grenzkriegs 1962 bis 1963.

## Geschichte
Frühe britische Anstrengungen zur Schaffung einer Grenze in dieser Region wurden in der Mitte des 19. Jahrhunderts durch die Entdeckung eingeleitet, dass Tawang, eine bedeutende Handelsstadt, zu tibetischem Territorium gehört. 1873 zog die Regierung von Britisch-Indien eine „Äußere Linie“, die als internationale Grenze gedacht war. Die Linie folgte dem Abschluss der Himalaya-Vorberge, die heute der Südgrenze des indischen Bundesstaates Arunachal Pradesh entspricht. Großbritannien vollendete die Grenzverträge bezüglich Tibets Grenzen mit Birma und Sikkim mit Peking. Dennoch lehnte die Regierung von Tibet es ab, die durch diese Verträge gezogenen Grenzen anzuerkennen. 1904 zogen britische Truppen unter dem Kommando von Sir Francis Younghusband nach Tibet (Britischer Tibetfeldzug) und erzwangen am 7. September 1904 einen Vertrag unmittelbar mit der Tibetischen Regierung. Nach einem Regierungswechsel in London kehrte Großbritannien zu seiner früheren Politik zurück, die China erlaubte, im Namen Tibets zu verhandeln. Großbritannien und Russland stimmten mit der Anglo-Russischen Konvention von 1907 zu, nicht unmittelbar mit Tibet zu verhandeln.
Britische Interessen in den Grenzgebieten waren berührt, als die Qing-Regierung eine unmittelbare chinesische Regierung in Tibet (1910–1912) einsetzte. Eine britische Militärexpedition wurde 1911 in das heutige Arunachal Pradesh entsandt und 1912 das „Nord-Ost-Grenzgebiet“ (North East Frontier Tract, NEFT) geschaffen, um dieses Gebiet lose unter Kontrolle zu bringen, ohne es direkt in die Provinz Assam einzugliedern. Zwischen 1912 und 1913 erzielte die Verwaltung Vereinbarungen mit den meisten Stammesführern der Region. Die Äußere Linie wurde nordwärts verschoben, aber Tawang blieb tibetisches Gebiet. Nach dem Sturz der Qing-Dynastie in China wies Tibet die chinesischen Truppen aus und erklärte sich 1913 für unabhängig. 1914 lud Großbritannien Repräsentanten aus China und Tibet zur Konferenz von Shimla ein, auf der Tibets Status geklärt werden sollte. Es entwarf eine Vereinbarung, die Tibet in ein „Äußeres Tibet“ unter der Verwaltung der Regierung des Dalai Lama und ein „Inneres Tibet“ teilte, in dem Lhasa lediglich religiöse Autorität besitzen sollte. Beide Territorien wurden als unter chinesischer „Suzeränität“ (dt. Oberhoheit) betrachtet. Suzerän ist ein Staat, der über die Autorität über einen abhängigen Staat verfügt. Alle drei Repräsentanten paraphierten das Abkommen im April 1914. Doch Peking protestierte sofort gegen die vorgeschlagene Grenze zwischen Innerem und Äußerem Tibet und lehnte das Abkommen ab.
Das Ergebnis der Shimla-Konferenz wurde von der Regierung Britisch-Indiens als unverträglich mit der 1907 abgeschlossenen britisch-russischen Vereinbarung abgelehnt. Diese Vereinbarung wurde von Russland und Großbritannien 1921 abgelehnt. Der Survey of India, das kartographische und geographische Amt, veröffentlichte erstmals 1937 eine Karte mit der McMahon-Linie als offizieller Grenze. Zuletzt veröffentlichten die Briten 1938 die Shimla-Konvention als bilaterale Übereinkunft und verlangten von der Tawang-Monarchie, die südlich der McMahon-Linie ihren Sitz hatte, die Einstellung ihrer Zahlungen nach Lhasa. Tibet protestierte gegen diese Forderung, erhob aber gegen die britische Präsenz entlang der restlichen McMahon-Linie keine Einwände.
Im Versuch, die Geschichte zu revidieren, wurde der relevante Band von C. U. Aitchisons A Collection of Treaties, in dem ursprünglich eine Notiz darauf hinwies, dass keine bindende Vereinbarung in Shimla erreicht wurde, aus den Bibliotheken zurückgerufen. Es wurde durch eine Ausgabe unter dem falschen Publikationsdatum 1929 ersetzt, in der eine Notiz des Herausgebers erklärte, dass Tibet und Großbritannien eine bindende Übereinkunft ohne China erzielt hätten.
1944 etablierte NEFT die direkte Verwaltungskontrolle über die gesamte Region, obwohl Tibet sofort die Autorität über Tawang beanspruchte. 1949 kam in Peking die Kommunistische Partei an die Macht und erklärte ihre Absicht, Tibet zu erobern. Das 1947 unabhängig gewordene Indien erklärte in seiner Erwiderung die McMahon-Linie entschieden zu seiner Grenze und behauptete die Kontrolle der Tawang-Region (1950–1951). Nach einer Schlacht zwischen tibetischen und chinesisch-kommunistischen Streitkräften bei Chamdo vereinbarten Tibet und Peking das 17-Punkte-Abkommen, in dem die chinesische Souveränität über Tibet 1951 beansprucht wurde.

North East Frontier Agency im Jahr 1961

1951 wurde die Regionalverwaltung in North-East Frontier Agency (NEFA) („Nordöstliche Grenzbehörde“) umbenannt. Sie akzeptierte die chinesische Souveränität über Tibet zu jener Zeit im indisch-chinesischen Panchshil-Vertrag und erhob als Rechtsnachfolger Britisch-Indiens keine Ansprüche aus der Konvention von Shimla in Tibet.
Bis zum chinesisch-sowjetischen Zerwürfnis 1959/1960 waren die indisch-chinesischen Beziehungen herzlich, und um den Grenzdisput war es still. Indien wurde ein sowjetischer Alliierter. Mao Zedong, der Chef der Kommunistischen Partei Chinas, wollte einen erfolgreichen Krieg, um das Prestige seines Verteidigungsministers Lin Biao, den er als seinen Nachfolger bevorzugte, zu steigern. Chinesische Truppen rückten am 26. August 1959 in die umstrittene Region vor und nahmen einen indischen Außenposten in Longju ein, einige Kilometer südlich der Grenze. Am 8. September 1962 startete eine chinesische Einheit einen Überraschungsangriff auf einen der indischen Posten in Dhola am Thagla-Grat, drei Kilometer nördlich der McMahon-Linie, der den Indisch-Chinesischen Grenzkrieg einleitete. Im Oktober rückten chinesische Truppen auf der gesamten Front südwärts vor. Obwohl indische Stimmen wiederholt erklärten, chinesischem Druck nicht weichen zu wollen, war Indien auf eine militärische Konfrontation in dieser Region völlig unvorbereitet. Bis zum 20. November 1962 bestand keine organisierte indische Macht in der NEFA oder im westlichen von China beanspruchten Sektor. Die Sowjetunion, die USA und Großbritannien versprachen Indien militärische Hilfe. China zog sich daraufhin auf die McMahon-Linie zurück und ließ die indischen Kriegsgefangenen 1963 zurückkehren. Neu-Delhi schrieb den chinesischen Rückzug der Überlegenheit seiner Luftwaffe und Chinas logistischen Problemen zu. Ob China andere militärische Ziele als eine Machtdemonstration hatte, lässt sich heute nicht beweisen. Der indische Verteidigungsminister V. K. Krishna Menon wurde wegen der nationalen Demütigung entlassen.
NEFA wurde 1972 in Arunachal Pradesh umbenannt und 1987 zu einem indischen Bundesstaat. 1985 etablierte die indische Armee einen Posten im Sumdorong Chu-Tal, nahe bei Tawang und ein wenig nördlich der McMahon-Linie. (McMahon hatte beabsichtigt, seine Grenzlinie dem Himalaya-Hauptkamm folgen zu lassen, aber in diesem Abschnitt war sie irrtümlich südlich davon gezogen worden.) Daraufhin drohte im Oktober 1986 Deng Xiaoping, damals Chinas starker Mann, „Indien eine Lektion zu erteilen“, und beide Seiten zogen Truppen im Tal zusammen. Die Konfrontation wurde im Mai 1987 entschärft und die Truppen seitdem abgezogen.